# 阻力损失
阻力损失（Friction loss）也稱為流阻损失，是指流體因流經管道、軟管等所造成的壓強损失，也可視為單位流量流體的能量損失。
在像內燃機之類的機械系統．阻力损失是指為克服二個有相對運動表面之間的摩擦而產生的能量損失。

## 原因
流体运动时，由于外部条件和流动的边界情况不同，流体的阻力损失与能量损失也不同，通常有两种形式：

### 沿程阻力
当流体在边界形状变化不大的区域流动时，流体自身存在粘性，而且壁面粗糙，从而使流体与壁面，流体质点与质点之间存在沿流程均匀的摩擦阻力，阻碍流体的运动。

### 局部阻力
当流体流过流道边界形状急剧变化的区域时，流体速度大小和方向将发生急剧变化，流体质点被迫进行剧烈的动量交换。此时由于粘性的作用，对流体造成巨大的阻力，进而阻碍流体的运动。

## 阻力损失叠加原理
流体运动时在整个流程上产生的损失应该分段计算，再叠加起来。

## 消防上的應用
阻力损失可應用在許多領域中，其中消防領域也會用到阻力损失的概念。例如現代動力輸出（PTO）的消防泵，阻力损失有時可能會使水無法從消防軟管中流出。當軟體中的水速度增加時，其阻力损失也隨著增加，而且阻力损失和速度的平方成正比，例如速度變為原來的2倍，阻力损失為原來的4倍。當消防泵產生的水壓提高時，流過消防軟管的水量反而會減少，影響消防設備的正常運作。阻力损失也會限制消防設備抽水後打水的高度。

## 外部連結
- 單相流的管道壓強損失計算網頁 （页面存档备份，存于）（英文）
- 二相流的管道壓強損失計算網頁 （页面存档备份，存于）（英文）
- 開源的管道壓強損失計算網頁 （页面存档备份，存于）（英文）